# Coulonges, Charente-Maritime
Coulonges là một xã trong tỉnh Charente-Maritime trong vùng Nouvelle-Aquitaine, tây nam nước Pháp. Xã Coulonges, Charente-Maritime nằm ở khu vực có độ cao từ 13-65 mét trên mực nước biển.